# 浦麻紗実
浦 麻紗実（うら あさみ、1989年3月22日）は、日本のプロボウラー。JPBA第47期生。ライセンスNo.518（2014年交付）。奈良県出身。フリー、用具契約はABSアメリカンボウリングサービス。趣味は魚釣り。

## 人物
第2回次世代P★リーガー発掘プロジェクトの合格メンバー。他のメンバーには前屋瑠美・寺下智香・鶴井亜南らがいる。
発掘プロジェクトの合格後に、日本プロボウリング協会のプロテストに合格してプロ入りを果たした。
Pリーグは第5シーズンから出場、シーズン開幕直前に行われた6ショットチャレンジで19位以下となり、第56戦でデビューとなった。
自身のYouTubeチャンネル、あーちゃんねる【浦麻紗実】にてABSの最新ボールのレビューや趣味の釣りの様子を配信している。

## プロ入り後の戦績

### 2015年
- プロボウリングレディース新人戦 第23位

### 2016年
- 第32回六甲クィーンズオープントーナメント第8位
- 2016宮崎プロアマオープントーナメント第9位

### 2018年
- プロボウリングレディース新人戦　第6位